# Меерапфель, Жанин
Жанин Меерапфель (исп. Jeanine Meerapfel, 14 июня 1943, Буэнос-Айрес) — аргентинский и немецкий журналист, кинорежиссёр, сценарист, преподаватель.

## Биография
Дочь еврейских беженцев из Германии. Училась в Высшей школе журналистики в Буэнос-Айресе (1961—1964), работала в различных периодических изданиях Аргентины. В 1964—1968 по стипендии DAAD занималась в Ульмской школе дизайна, среди её преподавателей были Эдгар Рейтц и Александр Клюге. В 1970-е годы выступала как кинокритик в немецкой прессе. Снимает документальные и художественные фильмы, работает с актёрами разных стран Европы (Марио Адорф, Барбара Зукова, Лив Ульман, Анхела Молина, Бата Живоинович, Раде Шербеджия) и аргентинскими актёрами (Федерико Луппи, Адриана Айземберг). С 1990 — профессор Высшей школы медиа в Кёльне.

## Фильмография
- Abstand (1966, короткометражный)
- Am Ama am Amazonas (1969; 1980, с коллективом режиссёров)
- Im Land meiner Eltern (1981, документальный)
- Малу/ Malou (1981, премия ФИПРЕССИ Каннского МКФ, две премии МКФ в Сан-Себастьяне, номинация на Золотого Хьюго Чикагского МКФ, номинация на премию Макса Офюльса)
- Solange es Europa noch gibt — Fragen an den Frieden (1984, документальный)
- Die Kümmeltürkin geht (1985, документальный; премия Берлинского МКФ)
- Влюбленные/ Die Verliebten (1987, номинация на Золотого медведя Берлинского МКФ)
- Подруга/ La Amiga (1988, премия Берлинского МКФ, Deutscher Filmpreis)
- 13 Minuten vor zwölf in Lima (1989, телевизионный)
- Desembarcos  (1989, документальный)
- Im Glanze dieses Glückes (1990, документальный)
- Другмой/ Amigomío (1994)
- Zwickel auf Bizyckel (1969/70; 1998, коллективный проект)
- Лето Анны/ Annas Sommer (2001, специальное упоминание на МКФ в Мар-дель-Плата)
- Mosconi — Oder wem gehört die Welt (2008, документальный)
- Немецкий друг/ Der deutsche Freund (2012, пять номинаций на аргентинскую кинопремию Серебряный кондор)

## Признание
Член жюри Берлинского МКФ (1983). Член Берлинской академии искусств, с 2012 — вице-директор её киноотделения. Член Европейской киноакадемии и Киноакадемии ФРГ.
Премия немецких критиков в категории «Кино» (1985). Премия Министерства культуры земли Северный Рейн-Вестфалия лучшему кинорежиссёру (2000). Почетная премия МКФ в Инсбруке за совокупность созданного (2012).